# Servicio de referencia
El servicio de referencia es una de las áreas principales en todo tipo de bibliotecas. Los profesionales de la información instruyen y ayudan a los usuarios a encontrar y elegir materiales que requieren, para satisfacer sus necesidades de información.
El servicio de referencia consiste en la asistencia personal al usuario en el proceso de búsqueda de información. 
Según Merlo Vega (2000, p. 106): "La biblioteca debe garantizar que cualquier consulta o duda de los usuarios sea recogida. No todas se reciben de la misma manera, ya que dependiendo de la demanda de información, se atenderá al usuario en un espacio u otro, se empleará más o menos tiempo y serán necesarios útiles diferentes para la resolución de las preguntas. Las preguntas generales sobre el uso de la biblioteca (horarios, reglamento, sistema de inscripción, etc.) se suelen atender en el mostrador de la recepción de la biblioteca. Son preguntas de fácil solución, por lo que no es necesario utilizar formularios para recogerlas ni emplear fuentes de información para responderlas".
Los distintos servicios de información que prestan las bibliotecas varían según las informaciones que ofrezcan. Por este motivo se emplean distintos términos para denominar la actividad, consistente en facilitar información a los usuarios. Así se habla del servicio de referencia, servicio de información bibliográfica, servicio de orientación de consulta, de búsquedas documentales, etcétera. Sobre todos ellos se ha impuesto el término referencia, neologismo aceptado por el uso aunque no oficialmente. La aceptación bibliotecaria de la palabra referencia procede del inglés "reference", que se emplea como sinónimo de consulta.

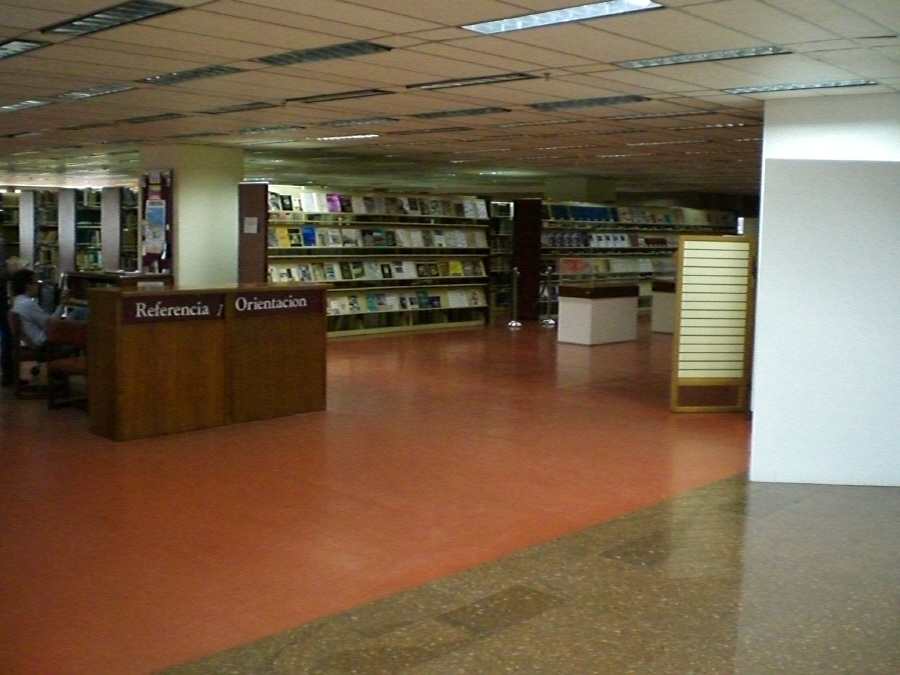
Sala de Referencia en la Biblioteca Nacional de Venezuela, año 2008

## Principales características
El servicio de referencia presenta diversos tipos de servicios con características variadas y distintos grados de complejidad, que en la teoría se exponen de forma separada, mientras que en la práctica dichas divisiones no se dan de manera tan rigurosa.
Además, con el fin de satisfacer una demanda, el referencista a menudo pone en juego su conocimiento, destreza y creatividad para seleccionar el servicio más adecuado y optimizar los campos de búsqueda. Así también deberá desarrollar la capacidad de una escucha atenta para poder comprender la demanda de información.
- Referencia rápida. Provee información precisa en corto período de tiempo, utilizando una cantidad mínima de fuentes (especialmente obras de referencia). Este servicio es frecuente en todo tipo de bibliotecas; sin embargo, constituye la mayor parte de las solicitudes recibidas en bibliotecas públicas, populares y escolares.[4]
- Preguntas frecuentes (FAQs – Frecuently Asked Questions). En el servicio se pueden identificar con anticipación algunas preguntas que se reiteran a lo largo de la jornada de trabajo. Por lo general se refieren a datos sobre la biblioteca: horario, uso, préstamos, tipo y alcance del servicio, colección, localización de las secciones, políticas, etc.
- Verificación de citas bibliográficas. Pretende identificar y localizar cualquier tipo de documento de forma completa en cualquier formato o soporte, incluido en la colección de la biblioteca o fuera de ella. La verificación bibliográfica requiere que el referencista consulte las obras de referencia bibliográficas clásicas, tales como los catálogos locales y colectivos, índices, bibliografías, bases de datos, etcétera, con el fin de comprobar que la cita es correcta y completa. Este servicio de verificación de citas bibliográficas tiene como objetivo que el usuario tenga todos los datos necesarios para localizar la obra en la biblioteca, pedirla en préstamo, consultarla en otra biblioteca, etc.
- Obtención de documentos. Dado que uno de los propósitos de la biblioteca es dar acceso al documento, el servicio de referencia debe, una vez realizada la verificación bibliográfica, en primer lugar facilitar su localización y obtención mediante la consulta de su catálogo y de los recursos disponibles en ella. Cuando el material no se encuentra en la biblioteca, entonces es necesario recurrir a otras instancias, tales como el servicio externo de obtención de documentos, la derivación de la solicitud o del usuario a otra biblioteca o el préstamo interbibliotecario, el cual se suele presentar sobre todo en las bibliotecas universitarias y especializadas.
- Alerta de novedades. El servicio es conocido también con el nombre de servicio de alerta o alerta informativa, boletín de novedades, sumarios, newsletter, entre otros. Informa a todos los usuarios acerca de la incorporación de adquisiciones, nuevos servicios, lecturas recomendadas, reseñas, eventos, etc. Para desarrollar este tipo de servicio es conveniente considerar la periodicidad de entrega, que puede ser a intervalos regulares o sólo cuando alguna novedad acontece.[5]
- Difusión Selectiva de la Información (DSI). A diferencia del servicio anterior que va dirigido a todos los usuarios, la DSI distingue su distribución de acuerdo a los perfiles de interés previamente definidos. Se puede llamar también servicio de puesta al día, ya que está destinado a facilitar la actualización, dentro del campo de interés de los usuarios involucrados. Con todo, este servicio comprende la entrega de referencias bibliográficas, tablas de contenidos, resúmenes, etc.
- Servicios de información o referencia comunitaria. Consiste en reunir, organizar, difundir y promover los recursos de información de la comunidad perteneciente a una localidad geográfica determinada. De allí que también se lo conozca como servicio de información local, servicio de información a los ciudadanos o servicio de información para la comunidad local. Así pues, tiene mayor presencia en las bibliotecas públicas y/o populares.
- Búsqueda de información. El servicio de búsqueda de información se diferencia de la referencia rápida por la complejidad y el tiempo que requiere dar respuesta a la demanda. Implica la identificación, localización y entrega de información concreta al usuario. Este servicio se brinda frecuentemente en bibliotecas especializadas, nacionales y universitarias. De allí que no sea habitual encontrarlo en bibliotecas escolares, públicas y/o populares.
- Compilación de bibliografías. Las bibliografías como producto de la búsqueda de información en el servicio de referencia se compilan con el objeto de satisfacer una demanda puntual. El referencista puede recibir un pedido expreso de compilación acerca de un tema o un autor. Otro propósito de la bibliografía es la difusión de un acontecimiento, etc.
- Asesoría de información para la investigación. Se relaciona con la formación de usuarios y la Alfabetización Informacional. Se desarrolla generalmente en bibliotecas universitarias y especializadas, en donde el bibliotecario asesora al estudiante o investigador en la búsqueda de información para la elaboración de tesinas, informes de investigación, tesis de licenciatura, maestrías, doctorados y proyectos de investigación.
- Formación de Usuarios (u orientación bibliotecaria e instrucción bibliográfica). Servicio fundamental que consiste en dar a conocer los servicios de las bibliotecas, aprenderlos a usar, conocer la colección, etc.

## Historia
En 1876, durante la primera conferencia de la ALA (American Library Association), Samuel Swett Green presentó el artículo "Personal Relationship Between Librarians and Readers" (Relación personal entre bibliotecarios y lectores), el cual se considera el primer tratado sobre el servicio de referencia. En dicha obra sugirió sus cuatro funciones fundamentales:
1. Instruir al lector en el uso de la biblioteca.
2. Asistirlo en sus preguntas.
3. Ayudarlo en la selección de obras buenas.
4. Promover la biblioteca dentro de la comunidad.

Romanos de Tiratel señala que si bien estas definiciones de funciones tienen ya más de un siglo siguen siendo adecuadas, aunque hace una salvedad en la tercera función: al decir "obras buenas", Green se refería a "obras moralmente edificantes", mientras que hoy en día se toma como "las obras más relevantes respecto de las necesidades del usuario".

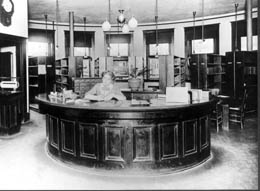
Mostrador de referencia de la Ballard Carnegie Library, ca. 1907

En 1915, Bishop definió el servicio de referencia como el esfuerzo organizado para asistir en el uso de los libros de una biblioteca de la forma más ágil y fructífera. En 1929, Wyer dijo que su objetivo es el de asistir a los lectores en la interpretación de las colecciones de la biblioteca con fines de estudio e investigación. Y, en 1939, Shores retomó la idea de que el referencista es el intérprete entre el usuario y la colección.
En 1944, Hutchins desacreditó a Wyer diciendo que sus ideas eran obsoletas y declarando que no sólo es la interpretación de la colección para la investigación y el estudio, sino el proveer de todo tipo de información para cualquier fin, remarcando la importancia de la asistencia personal y directa del referencista al usuario.
En la misma corriente, Rothstein dijo, en 1953, que el trabajo del referencista es la asistencia personal dada por un bibliotecario a lectores en la búsqueda de información.
En 1967, Rees distinguió el "trabajo de referencia" del "servicio de referencia" y del "proceso de referencia". Hasta entonces, las dos primeras expresiones se utilizaban indistintamente, pero dicha autora las distinguió, y definió a la tercera como los diferentes procesos llevados a cabo por el referencista durante una entrevista de referencia. Así, el servicio de referencia consistiría en la entrega formal de información realizada por un referencista, quien se interpone entre el usuario y las fuentes de información, en tanto que el trabajo de referencia es toda actividad llevada a cabo para cumplir dicha función.
En 1978, Sabor siguió esta tendencia, destacando la importancia de las fuentes de referencia, siendo éstas las obras que el referencista consulta para obtener los datos necesarios.
Otro autores continuaron con éstas ideas durante las siguientes décadas. Entre ellos cabe destacar a Boop y Smith, quienes en 1991 definieron el "servicio de referencia" de una manera mucho más amplia, destacando que ya no sólo incluía a la entrevista de referencia, sino también a la organización y gerencia del servicio, la evaluación y el desarrollo de la colección.
En 2009, García afirmó que el servicio de referencia es el conjunto de etapas sucesivas en las que se realizan diversas tareas con el fin de satisfacer las necesidades de información y formación de la comunidad de usuarios a la que sirve la biblioteca.
Con el advenimiento de las nuevas tecnologías de la información y la comunicación, el servicio de referencia tuvo que adaptarse. Así como en alguna época las bibliotecas tuvieron que incluir la consulta telefónica, hoy en día se pueden realizar consultas mediante formularios web, correo electrónico, mensajes de texto vía móvil (o celular) y servicios de mensajería instantánea, como IRC o chats especiales incorporados en los catálogo en línea (OPAC) de algunas bibliotecas.